# Goodeve
Goodeve es un pueblo canadiense situado en la provincia de Saskatchewan.

## Superficie
Goodeve tiene una superficie de 2,38 km².

## Demografía
En 2021, tenía 40 habitantes, una densidad poblacional de 16,8 hab./km², y 25 viviendas.